# بير ميرتيساكر
بير ميرتساكر (بالألمانية: Per Mertesacker) من مواليد 29 سبتمبر 1984 في هانوفر في ألمانيا ، لاعب كرة قدم ألماني.
يمتــاز اللاعب العملاق(( بيير ميرتيـساكــر)) بالطول الفارع 1.99 سم ويتمتع بموهبة في الألعاب الهوائية الرأسية وأيضا في التمركز الصحيح في الدفاع، مما أهلته ليكون من أفضل اللاعبين في مركز قلب الدفاع في ألمانيا، مما أدى لأن يعتمد عليه المنتخب الألماني في البطولات العالمية والأوروبية حتى اعتزاله في العام 2014 بعد نهاية كأس العالم.
يلعب مع نادي آرسنال الإنجليزي منذ عام 2011.
بدأ باللعب مع منتخب ألمانيا لكرة القدم في عام 2006 وحتى العام 2014.

## روابط خارجية
- بير ميرتيساكر على موقع الاتحاد الدولي (مؤرشف)  (الإنجليزية)
- بير ميرتيساكر على موقع الاتحاد الأوربي (الإنجليزية)
- بير ميرتيساكر على موقع قاعدة بيانات كرة القدم.إي يو (الإنجليزية)
- بير ميرتيساكر على موقع بيانات كرة القدم. دي إي (الألمانية)
- بير ميرتيساكر على موقع ناشيونال فوتبول تيمز (الإنجليزية)
- بير ميرتيساكر على موقع Soccerbase.com (لاعب) (الإنجليزية)
- بير ميرتيساكر على موقع Soccerway.com (الإنجليزية)
- بير ميرتيساكر على موقع عالم كرة القدم.نت (الإنجليزية)
- بير ميرتيساكر على موقع AS.com (الإسبانية)